# Lillestrøm Sportsklubb 1992
Questa pagina raccoglie i dati riguardanti il Lillestrøm Sportsklubb nelle competizioni ufficiali della stagione 1992.

## Stagione
Il Lillestrøm chiuse la stagione al quarto posto finale. Fu anche finalista della Coppa di Norvegia, ma fu il Rosenborg ad aggiudicarsi il trofeo. I calciatori più utilizzati in campionato furono Arne Erlandsen, Frode Grodås, Tom Gulbrandsen, Dennis Schiller e Bjarne Sognnæs, tutti con 22 presenze. I migliori marcatori furono invece Stuart McManus e Kenneth Nysæther, entrambi con 11 gol all'attivo.

## Rosa
| N. |                     | Ruolo | Calciatore       |
| -- | ------------------- | ----- | ---------------- |
|    | Norvegia (bandiera) | P     | Frode Grodås     |
|    | Norvegia (bandiera) | D     | Henning Berg     |
|    | Norvegia (bandiera) | D     | André Bergdølmo  |
|    | Norvegia (bandiera) | D     | Torgeir Bjarmann |
|    | Norvegia (bandiera) | D     | Dag Eidsvik      |
|    | Norvegia (bandiera) | D     | Arne Erlandsen   |
|    | Svezia (bandiera)   | D     | Dennis Schiller  |
|    | Norvegia (bandiera) | D     | Bjarne Sognnæs   |
|    | Norvegia (bandiera) | C     | Tom Buer         |

| N. |                     | Ruolo | Calciatore       |
| -- | ------------------- | ----- | ---------------- |
|    | Norvegia (bandiera) | C     | Tom Gulbrandsen  |
|    | Norvegia (bandiera) | C     | Kjetil Osvold    |
|    | Norvegia (bandiera) | C     | Jan Ove Pedersen |
|    | Norvegia (bandiera) | A     | Geir Frigård     |
|    | Norvegia (bandiera) | A     | Tore Kallstad    |
|    | Scozia (bandiera)   | A     | Stuart McManus   |
|    | Norvegia (bandiera) | A     | Mons Ivar Mjelde |
|    | Norvegia (bandiera) | A     | Kenneth Nysæther |

## Calciomercato

### Sessione invernale
| Acquisti | Acquisti         | Acquisti     | Acquisti   |
| R.       | Nome             | da           | Modalità   |
| -------- | ---------------- | ------------ | ---------- |
| D        | Henning Berg     | Vålerengen   | definitivo |
| D        | Arne Erlandsen   | Strømsgodset | definitivo |
| A        | Stuart McManus   | Örgryte      | definitivo |
| A        | Mons Ivar Mjelde | Bryne        | definitivo |

| Cessioni | Cessioni             | Cessioni  | Cessioni      |
| R.       | Nome                 | a         | Modalità      |
| -------- | -------------------- | --------- | ------------- |
| D        | Stig Arne Gjellestad | Sogndal   | definitivo    |
| D        | Hjalmar Johansen     | Skeid     | definitivo    |
| D        | Kai Petter Johansen  | Mjøndalen | definitivo    |
| C        | Stein Amundsen       | Lyn Oslo  | definitivo    |
| C        | Thomas Johansson     | Malmö FF  | fine prestito |
| A        | Eivind Arnevåg       |           | svincolato    |

### Sessione estiva
| Acquisti | Acquisti | Acquisti | Acquisti |
| R.       | Nome     | da       | Modalità |
| -------- | -------- | -------- | -------- |

| Cessioni | Cessioni | Cessioni | Cessioni |
| R.       | Nome     | a        | Modalità |
| -------- | -------- | -------- | -------- |

## Risultati

### Eliteserien

#### Girone di andata
| Arbitro: | Pedersen |

|                        |           |            |
| Mjelde 2’ Nysæther 38’ | Marcatori | 70’ McCabe |

| Bergen 3 maggio 1992, ore ??:?? 2ª giornata | Brann  | 0 – 0 referto | Lillestrøm | Brann Stadion (11.068 spett.)\| Arbitro: \| Nervik \| |
| Arbitro:                                    | Nervik |               |            |                                                       |

| Arbitro: | Singsaas |

|              |           |  |
| Nysæther 41’ | Marcatori |  |

| Arbitro: | Aass |

|                                  |           |              |
| S. Amundsen 14’ Johnsen 85’ ? ?’ | Marcatori | 74’ Nysæther |

| Arbitro: | Nervik |

|                                                            |           |  |
| Kallstad 16’ Nysæther 18’ Mjelde 32’, 85’ McManus 40’, 69’ | Marcatori |  |

| Arbitro: | Hermansen |

|  |           |                                    |
|  | Marcatori | 12’, 20’ Nysæther 43’, 54’ McManus |

| Arbitro: | Raabe |

|      |           |                 |
| ? ?’ | Marcatori | 35’ Skammelsrud |

| Arbitro: | Hauge (Bergen) |

|  |           |                                    |
|  | Marcatori | 7’, 30’, 48’ Nysæther 78’ Pedersen |

| Arbitro: | Nordby |

|                                               |           |  |
| Gulbrandsen 41’ Pedersen 47’ McManus 55’, 70’ | Marcatori |  |

| Arbitro: | Halle (Molde) |

|                                |           |                          |
| Mjelde 5’, 60’ Gulbrandsen 27’ | Marcatori | 7’, 13’ H. Flo 87’ Hopen |

| Arbitro: | Bondal |

|                            |           |                              |
| Strandli 15’ Tønnessen 70’ | Marcatori | 10’ Gulbrandsen 65’ Nysæther |

#### Girone di ritorno
| Arbitro: | Kvam |

|  |           |                         |
|  | Marcatori | 9’ Schiller ?’ (aut.) ? |

| Arbitro: | Nordby |

|                                           |           |            |
| Mjelde 44’ Buer 60’ Nysæther 65’ Berg 76’ | Marcatori | 80’ Håberg |

| Arbitro: | Hauge (Bergen) |

|                                                             |           |                             |
| Kaasa 12’ Bergman 18’ ? 41’ (aut.) Karlsrud 52’ Riisnæs 60’ | Marcatori | 64’ McManus 75’ Gulbrandsen |

| Arbitro: | Halle (Molde) |

|                 |           |                 |
| Gulbrandsen 75’ | Marcatori | 53’ S. Amundsen |

| Arbitro: | Hollung |

|              |           |  |
| Johansen 24’ | Marcatori |  |

| Arbitro: | Nervik |

|             |           |                        |
| Frigård 78’ | Marcatori | 9’ Rekdal 32’ Albiston |

| Arbitro: | Raabe |

|                                       |           |             |
| Leonhardsen 22’ Strand 33’ Dahlum 85’ | Marcatori | 65’ McManus |

| Arbitro: | Hollung |

|                 |           |                    |
| Gulbrandsen 79’ | Marcatori | 70’ Engan 81’ Palm |

| Arbitro: | Aass |

|              |           |                                  |
| Skogheim 15’ | Marcatori | 9’, 16’, 51’ McManus 70’ Frigård |

| Arbitro: | Kjelbrott |

|  |           |            |
|  | Marcatori | 22’ Osvold |

| Arbitro: | Aass |

|                                          |           |                            |
| Mjelde 27’ Erlandsen 44’ Gulbrandsen 76’ | Marcatori | 66’ Tønnessen 72’ Strandli |

### Coppa di Norvegia
|  | Høland | 1 – 6 | Lillestrøm |  |

|  | Lillestrøm | 1 – 0 | Sørumsand |  |

|  | Nybergsund-Trysil | 0 – 3 | Lillestrøm |  |

| 21 luglio 1992                                                    | Lillestrøm | 3 – 2 referto    | Lyn Oslo |  |
| \| \| \| \| \| ? ?’ ? ?’ ? ?’ \| Marcatori \| ?’, ?’ Bergersen \| |            |                  |          |  |
|                                                                   |            |                  |          |  |
| ? ?’ ? ?’ ? ?’                                                    | Marcatori  | ?’, ?’ Bergersen |          |  |

|  | Tromsø | 1 – 2 | Lillestrøm |  |

| Arbitro: | Olsen (Kristiansand) |

|                 |           |  |
| Gulbrandsen 88’ | Marcatori |  |

| 25 ottobre 1992                                                                        | Lillestrøm | 2 – 3 referto                        | Rosenborg |  |
| \| \| \| \| \| Mjelde 31’, 60’ \| Marcatori \| 29’ Dahlum 50’ Sørloth 90’ Bjørnebye \| |            |                                      |           |  |
|                                                                                        |            |                                      |           |  |
| Mjelde 31’, 60’                                                                        | Marcatori  | 29’ Dahlum 50’ Sørloth 90’ Bjørnebye |           |  |

## Statistiche

### Statistiche di squadra
| Competizione      | Punti | In casa | In casa | In casa | In casa | In casa | In casa | In trasferta | In trasferta | In trasferta | In trasferta | In trasferta | In trasferta | Totale | Totale | Totale | Totale | Totale | Totale | DR  |
| Competizione      | Punti | G       | V       | N       | P       | Gf      | Gs      | G            | V            | N            | P            | Gf           | Gs           | G      | V      | N      | P      | Gf     | Gs     | DR  |
| ----------------- | ----- | ------- | ------- | ------- | ------- | ------- | ------- | ------------ | ------------ | ------------ | ------------ | ------------ | ------------ | ------ | ------ | ------ | ------ | ------ | ------ | --- |
| Eliteserien       | 38    | 11      | 6       | 3       | 2       | 27      | 13      | 11           | 5            | 2            | 4            | 21           | 15           | 22     | 11     | 5      | 6      | 48     | 28     | +20 |
| Coppa di Norvegia | -     | 4       | 3       | 0       | 1       | 7       | 5       | 3            | 3            | 0            | 0            | 11           | 2            | 7      | 6      | 0      | 1      | 18     | 7      | +11 |
| Totale            | -     | 14      | 11      | 1       | 2       | 48      | 18      | 14           | 6            | 3            | 5            | 18           | 18           | 28     | 17     | 4      | 7      | 66     | 36     | +30 |

### Statistiche dei giocatori
| Giocatore      | Eliteserien | Eliteserien | Coppa di Norvegia | Coppa di Norvegia | Totale   | Totale |
| Giocatore      | Presenze    | Reti        | Presenze          | Reti              | Presenze | Reti   |
| -------------- | ----------- | ----------- | ----------------- | ----------------- | -------- | ------ |
| H. Berg        | 20          | 1           | ?                 | ?                 | 20+      | 1+     |
| A. Bergdølmo   | 19          | 0           | ?                 | ?                 | 19+      | 0+     |
| T. Bjarmann    | 5           | 0           | ?                 | ?                 | 5+       | 0+     |
| T. Buer        | 14          | 1           | ?                 | ?                 | 14+      | 1+     |
| D. Eidsvik     | 1           | 0           | ?                 | ?                 | 1+       | 0+     |
| A. Erlandsen   | 22          | 1           | ?                 | ?                 | 22+      | 1+     |
| G. Frigård     | 6           | 2           | ?                 | ?                 | 6+       | 2+     |
| F. Grodås      | 22          | 0           | ?                 | ?                 | 22+      | 0+     |
| T. Gulbrandsen | 22          | 7           | ?                 | ?                 | 22+      | 7+     |
| T. Kallstad    | 13          | 1           | ?                 | ?                 | 13+      | 1+     |
| S. McManus     | 20          | 11          | ?                 | ?                 | 20+      | 11+    |
| M. Mjelde      | 22          | 7           | ?                 | ?                 | 22+      | 7+     |
| K. Nysæther    | 21          | 11          | ?                 | ?                 | 21+      | 11+    |
| K. Osvold      | 22          | 7           | ?                 | ?                 | 22+      | 7+     |
| J. Pedersen    | 21          | 2           | ?                 | ?                 | 21+      | 2+     |
| D. Schiller    | 22          | 1           | ?                 | ?                 | 22+      | 1+     |
| B. Sognnæs     | 5           | 0           | ?                 | ?                 | 5+       | 0+     |